# María Luisa Herrera
María Luisa Herrera Escudero (1913-2012) fue una arqueóloga española y la primera mujer en dirigir el Museo Nacional del Pueblo Español como integrante del cuerpo de archiveros y bibliotecarios.

## Reseña biográfica
María Luisa Herrera fue arqueóloga, ingresó por oposición, en 1942, en el cuerpo de Arqueólogos, Archiveros y Bibliotecarios, siendo nombrada directora del Museo Arqueológico de Toledo, cargo que ejerció hasta 1943. Por orden de 3 de [marzo] de [1949] pasa a ser Jefa de sección de Edad Media y Moderna del Museo Arqueológico Nacional (España).
Autora de publicaciones como:
- Trajes y bailes de España que recibió el “Título de interés turístico”[6]

- El museo en la educación. Su origen, evolución e importancia en la cultura moderna(1971). En este libro la autora, tomando como fuentes la extensa bibliografía ya producida en Francia, Inglaterra y Estados Unidos, llevó a cabo el primer estudio, en español, de los museos. Con retraso respecto de lo que ocurría fuera de las fronteras españolas, Herrera promovió una renovación museológica.[7] Citado por autores contemporáneos de Herrera como Beltrán LLoris, Aurora León o Ángela García Blanco, el libro es, desde su publicación, obra de referencia[8] La autora hizo una clasificación de los museos, estudió su Historia y definió sus funciones destacando la misión educadora de los mismos. Propuso la creación de un cuerpo de conservadores análogo al de Archiveros, Bibliotecarios y Arqueólogos, con funciones que incluyeran la enseñanza; asimismo propuso la creación de la figura del Instructor para potenciar las visitas escolares y una escuela oficial de museólogos[3]

“es menester que los Museos dejen de ser depósitos de meras curiosidades para ser laboratorios de enseñanza. La generación naciente, la que acude a las escuelas de institución primaria, debe acudir a los Museos bajo la Dirección de los Maestros” (Herrera,1971)

### Directora del Museo del Pueblo Español
Con más de 30 años de experiencia en diversos museos, recibió en 1972 el nombramiento de Directora del Museo del Pueblo Español creado en 1934, no pudo ser abierto al público hasta 35 años después. Durante ese tiempo, estuvieron al frente Julio Caro Baroja y Nieves de Hoyos y Sancho, hija de Luis de Hoyos Sainz, el mayor promotor del Museo. El estado del Museo fue objeto de un informe que Herrera remitió a las autoridades competentes. Una de sus iniciativas como directora, fue el intento acoger en los fondos del Museo, obras de Balenciaga. La sede del Museo hubo que trasladarla forzosamente. De la situación y del informe se hizo eco la prensa

### El crucero por el Mediterráneo
María Luisa falleció a los 99 años de edad. En su juventud participó en la travesía del crucero universitario por el Mediterráneo, junto con el resto del personal docente y alumnado, embarcados en un proyecto educativo que despertó la vocación por la arqueología, de María Luisa y de muchas de sus compañeras.

## Reconocimientos
En 2020, fue incluida dentro del proyecto “Mujeres Investigadoras en los Archivos Estatales (1900-1970)” para la descripción archivística y creación de un micrositio específico en el Portal de Archivos Españoles (PARES), desarrollado entre 2020-2023. Este proyecto ha sido impulsado por la Subdirección General de Archivos Estatales, con el objetivo visibilizar la labor de investigación realizada en España por las mujeres en el intervalo 1900-1970 partiendo de los registros documentales que se conservan en los Archivos de Gestión de los AAEE del Ministerio de Cultura (el Archivo Histórico Nacional, el Archivo de la Corona de Aragón, el Archivo General de Simancas, el Archivo General de Indias, el Archivo de la Real Chancillería de Valladolid, el Archivo General de la Administración y el Centro de Información Documental de Archivos).[